# 뱅크스날여우박쥐
뱅크스날여우박쥐(Pteropus fundatus)는 큰박쥐과에 속하는 박쥐의 일종이다. 왕박쥐속에 포함되며, 바누아투의 토착종이다. 자연 서식지는 아열대 또는 열대 기후 지역의 건조림과 습지이다.